# Soßenkuchen

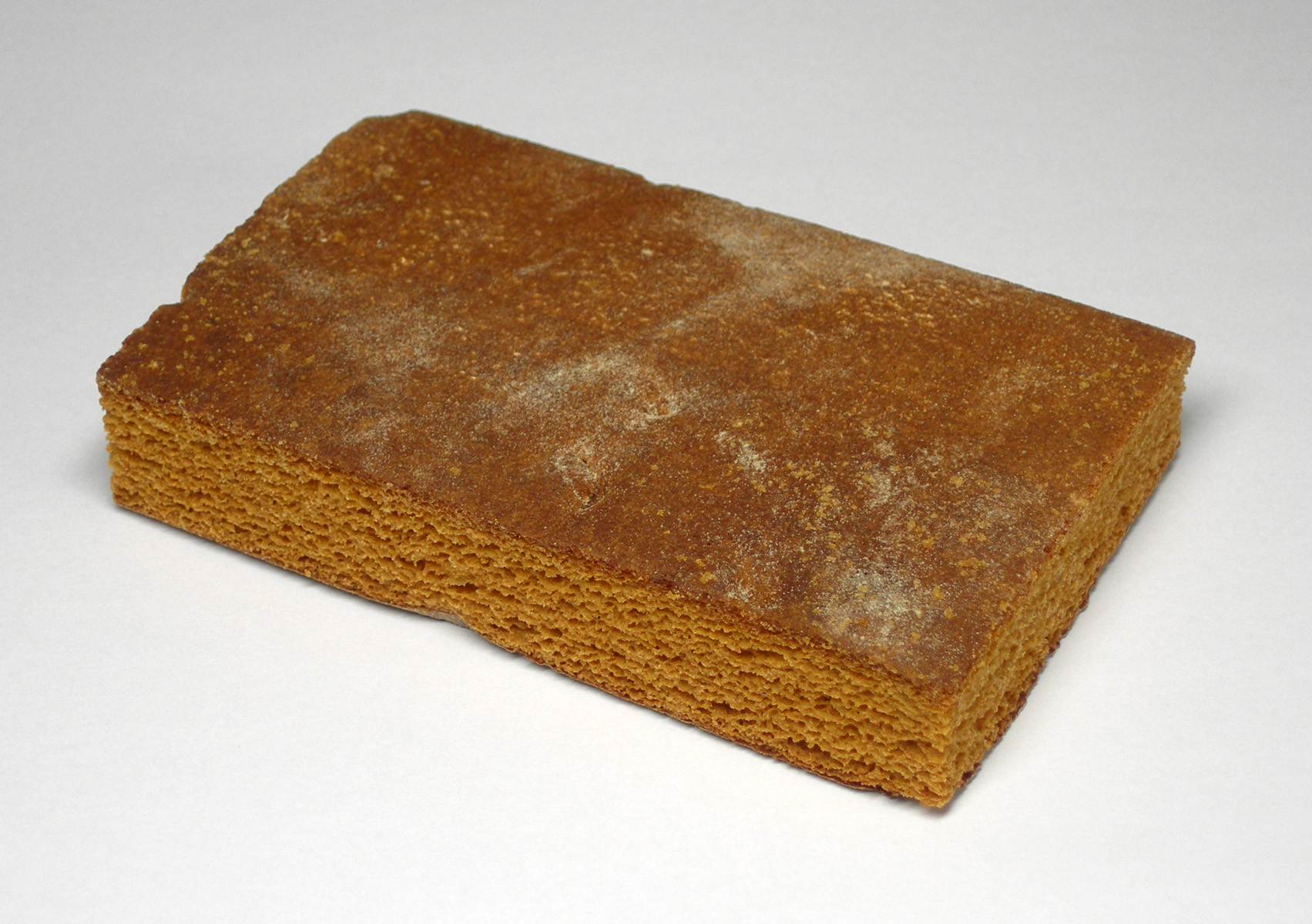
Soßenkuchen.

El Soßenkuchen (en alemán literalmente ‘dulce de salsera’) o Soßenlebkuchen (‘pan de jengibre de salsera’), en Austria Reibekuchen (‘dulce de rallador’) o Reibelebkuchen, es un pan de jengibre simple y levemente endulzado, que se usa para refinar y espesar salsas, como las del Sauerbraten (ternera marinada) o platos de caza. También puede usarse para lombarda y otros platos fuertes. El Soßenkuchen es conocido principalmente en las gastronomías del sur y sureste de Alemania y de Bohemia.
El Soßenkuchen se pica finamente o se ralla en líquidos como agua, leche, nata o vino y entonces se cuece con la salsa.
- Datos: Q1468150